# Mercedes-Benz OM 622/OM 626
| Mercedes-Benz        | Mercedes-Benz            |
| -------------------- | ------------------------ |
|                      |                          |
| OM 626, OM 622       |                          |
| Hersteller:          | Daimler AG               |
| Produktionszeitraum: | 2014–2018                |
| Bauform:             | Vierzylinder-Reihenmotor |
| Motoren:             | 1,6 Liter (1598 cm³)     |
| Vorgängermodell:     | keines                   |
| Ähnliche Modelle:    | Renault R9M              |
| Nachfolgemodell:     | OM 654 D16               |

Die Motoren OM 622 und OM 626 sind Vierzylinder-Dieselmotoren der Daimler AG und entstammen der strategischen Kooperation mit Renault-Nissan. Zuerst eingesetzt wurde der OM 626 im Herbst 2014 in zwei Modellen der C-Klasse (Baureihe 205).
Der Grundmotor ist identisch mit dem Renaultmotor R9M und wird von Renault im Werk in Cléon (Frankreich) produziert. Im Mercedes-Werk Bremen wird der Motor anschließend komplettiert.
Zu Mercedes-spezifischen Bauteilen gehören unter anderem die Start-Stopp-Funktion, die Nebenaggregate (Klimakompressor und Generator), ein spezielles Zweimassenschwungrad, ein geändertes Motorsteuergerät mit zusätzlichen Funktionen und die Abgasnachbehandlung.

## Technik

### Grundmotor
Der Hubraum des Vierzylinder-Reihenmotor beträgt 1598 cm³ mit einer Bohrung von 80 mm und einem Hub von 79,5 mm, bei einem Zylinderabstand von 88 mm. Das Kurbelgehäuse des Motors besteht aus Grauguss, der Zylinderkopf aus einer Aluminium-Legierung.
Der OM 626 bzw. Renault R9M zählt zu den weltweit ersten Pkw-Dieselmotoren, die Stahlkolben anstelle von Aluminiumkolben besitzen. Es kommen Stahlkolben mit spannungsreduzierten Kolbenringen des Zulieferers Mahle zum Einsatz. Stahlkolben sollen gegenüber Aluminiumkolben dank geringerer Reibung und besserem Wärmeverhalten Vorteile hinsichtlich Verbrauch und Festigkeit bringen.
Die Steuerung des Ladungswechsels erfolgt über vier Ventile pro Zylinder (Vierventiltechnik) und zwei obenliegende Nockenwellen (DOHC).

### Aufladung und Abgas
Der Motor verfügt über einen Abgasturbolader mit variabler Turbinengeometrie. Das Turbinenrad des VTG-Laders ist mit 37,5 Millimeter Durchmesser kleiner als das Verdichterrad mit 45 Millimeter Durchmesser. Die Verstellung der Leitschaufeln übernimmt eine Unterdruckdose, die über einen elektropneumatischen Druckwandler vom Motorsteuergerät angesteuert wird.
Weiterhin verfügt der Motor über eine gekühlte Niederdruck-Abgasrückführung (AGR). Das Abgas wird dabei hinter dem Partikelfilter entnommen, gekühlt und vor dem Verdichter wieder eingeleitet.
Die Abgasnachbehandlung erfolgt mit Hilfe eines SCR-Systems.

### Einspritzung
Die Common-Rail-Einspritzung arbeitet mit einem Kraftstoffdruck bis zu 1600 bar.

## Versionen

### OM 622 DE 16 LA*
Der OM 622 basiert auf den leistungsreduzierten, speziell für den Betrieb in Transportern angepassten Versionen des Renault R9M und wird bei den leistungsschwächeren Versionen des Vito vorne quer mit Frontantrieb eingebaut. Es gibt 2 Leistungsstufen mit 65 kW (88 PS) und 84 kW (114 PS).
| Verkaufsbezeichnung                                                                            | Baureihe     | Bauzeitraum  |
| ---------------------------------------------------------------------------------------------- | ------------ | ------------ |
| Hubraum: 1598 cm³, Leistung: 65 kW (88 PS) bei 3800/min, Drehmoment: 230 Nm bei 1500–2000/min  |              |              |
| Vito 109 CDI                                                                                   | Baureihe 447 | seit 10/2014 |
| Hubraum: 1598 cm³, Leistung: 84 kW (114 PS) bei 3800/min, Drehmoment: 270 Nm bei 1500–2500/min |              |              |
| Vito 111 CDI                                                                                   | Baureihe 447 | seit 10/2014 |

### OM 626 DE 16 LA red.*
Anders als die Renault-Motoren und der OM 622 wird der OM 626 längs eingebaut in Verbindung mit Hinterachsantrieb, angeboten wird der OM 626 in zwei Leistungsstufen mit 85 (115) und 100 kW (136 PS).
| Verkaufsbezeichnung                                                                                 | Baureihe | Bauzeitraum            |
| --------------------------------------------------------------------------------------------------- | -------- | ---------------------- |
| Hubraum: 1598 cm³, Leistung: 85 kW (115 PS) bei 3000–4600/min, Drehmoment: 280 Nm bei 1500–2800/min |          |                        |
| C 180 BlueTEC C 180 d                                                                               | W/S 205  | 2014–2015 2015–04/2018 |

### OM 626 DE 16 LA*
| Verkaufsbezeichnung | Baureihe | Bauzeitraum            |
| --- | -------- | ---------------------- |
| Hubraum: 1598 cm³, Leistung: 100 kW (136 PS) bei 3800/min, Drehmoment: 320 Nm bei 1500–2600/min (Automatikgetriebe) Drehmoment: 300 Nm bei 1500–3000/min (Schaltgetriebe) |          |                        |
| C 200 BlueTEC C 200 d (nur in Verbindung mit Schaltgetriebe) | W/S 205  | 2014–2015 2015–04/2018 |

 * Die Motorbezeichnung ist wie folgt verschlüsselt:
OM = Ölmotor (Diesel), Baureihe = 3-stellig, DE = Direkteinspritzung, Hubraum = Deziliter (gerundet), L = Ladeluftkühlung, A = Abgasturbolader, red. = leistungsreduziert

## Rückrufe wegen Unregelmäßigkeiten
Auf die Motorsteuerungs-Software beider Motorbaureihen OM 622 und OM 626 (2014–2018) gibt es behördlich überwachte Rückrufe des Kraftfahrt-Bundesamtes zur Entfernung unzulässiger Abschalteinrichtungen bzw. der unzulässigen Reduzierung der Wirksamkeit des Emissionskontrollsystems.